# Mainflingen
Mainflingen is een plaats van ongeveer 3800 inwoners in de gemeente Mainhausen (bij Frankfurt am Main) in Hessen, Duitsland.
Het is vooral bekend als de locatie van de langegolf-radiozender DCF77, die het tijdsignaal uitzendt, afkomstig van de atoomklokken van de Physikalisch Technische Bundesanstalt (PTB) in Braunschweig.
Een tweede radiozender wordt gebruikt voor de uitzendingen van de Evangeliumsrundfunk (tot 1995 voor het programma van Deutschlandfunk) op de middengolffrequentie 1539 kHz.

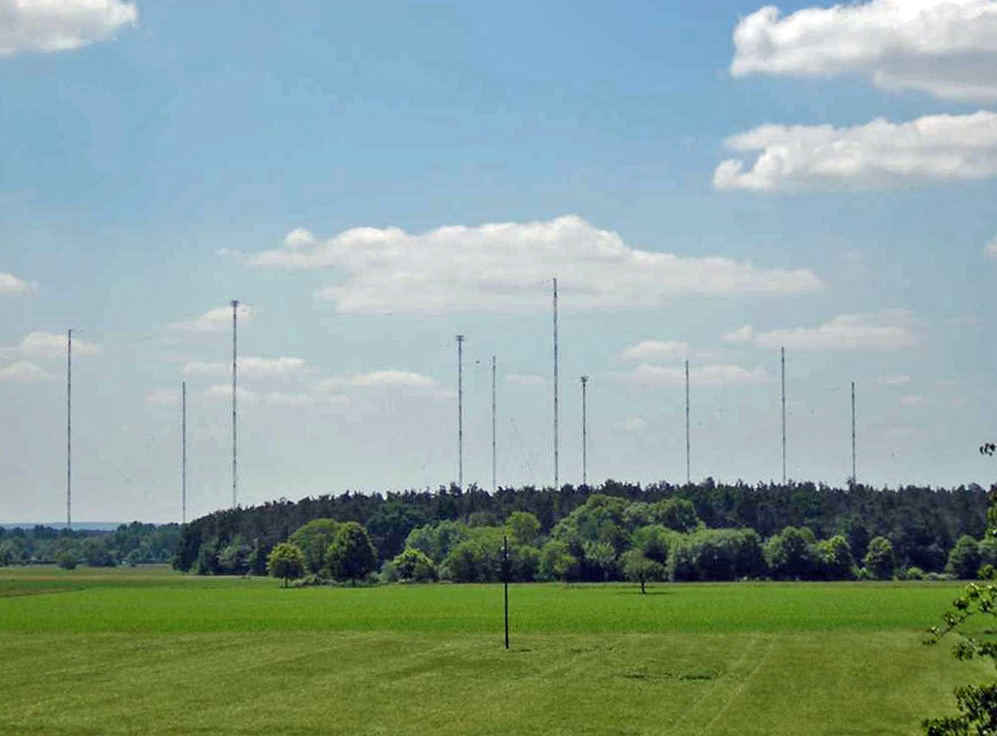
Zendmasten bij Mainflingen